# Indocalamus sinicus
Indocalamus sinicus Nakai, 1925 è una pianta angiosperma monocotiledone appartenente alla famiglia Poaceae (sottofamiglia Bambusoideae).

## Etimologia
Il nome generico (Indocalamus) deriva da due parole: "indo" (= dall'India) e "calamus" (= canna, giunco o gambo). L'epiteto specifico (sinicus) fa riferimento all'areale di origine della specie (Cina).
Il nome scientifico della specie è stato definito dal botanico asiatico Takenoshin Nakai (1882-1952) nella pubblicazione "Journal of the Arnold Arboretum. Cambridge, MA - 148" del 1925.

## Descrizione

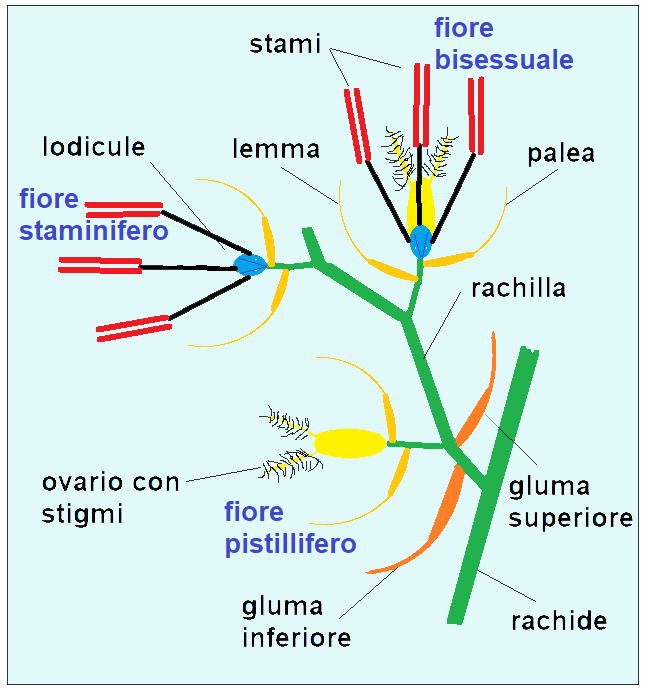
Spighetta generica con tre fiori diversi

### Portamento
Il portamento di Indocalamus sinicus è arbustivo con culmi più o meno eretti (o pendenti) e legnosi alla base. Le radici sono rizomatose, allungate e leptomorfe. Gli internodi sono affusolati, verdi e glabri, di colore paglierino e lucidi quando sono secchi; i nodi sono piani. Ogni nodo genera un solo ramo. I rami sono grossi quasi quanto il culmo. Dimensione dei culmi: larghezza 0,5 – 1 cm; lunghezza 1 - 5 metri.

### Foglie
Le foglie lungo il culmo sono disposte in modo alterno, sono distiche e si originano dai vari nodi. Sono composte da una guaina, una ligula e una lamina. Le guaine sono colorate di viola-marrone, hanno una consistenza coriacea-cartacea e superficie striata. Le auricole sono assenti. Le foglie, persistenti, in genere hanno una forma triangolare-subulata con apice lungamente acuminato e portamento eretto. Le foglie dei rami laterali sono in numero di 7 - 14 per ramo. Le venature sono parallelinervie (quelle trasversali sono scarse e comunque sono più visibili sulle lamine del fogliame).

### Infiorescenza
- Infiorescenza principale (sinfiorescenza o semplicemente spiga): le infiorescenze sono per lo più ramificate ed hanno la forma di una grande pannocchia aperta oppure è composta da racemi. Le infiorescenze sono sottese da una guaina (brattea) fogliare. Le spighette sono molto numerose e colorate di viola-verde. Lunghezza delle pannocchie: 23 – 30 cm.
- Infiorescenza secondaria (o spighetta): le spighette, con pedicello o subsessili e compresse lateralmente, sono formate da 3 a 4 fiori (raramente fino a 10) sottesi da due brattee chiamate glume (inferiore e superiore). Le spighette possono terminare all'apice con un fiore sterile o ridotti. Alla base di ogni fiore sono presenti due brattee: la palea e il lemma. Le glume, con forme ovate e persistenti, hanno una consistenza cartacea. I lemmi e le palee sono lunghe uguali con apici cigliati. La forma dei lemmi varia da lanceolata a ovata con apici più o meno mucronati e margini cigliati.
- I fiori fertili sono attinomorfi formati da 3 verticilli: perianzio ridotto, androceo  e gineceo.

- Formula fiorale:

- , P 2, A (1-)3(-6), G (2–3) supero, cariosside.

- Il perianzio è ridotto e formato da tre lodicule, delle squame, poco visibili (forse relitto di un verticillo di 3 sepali).

- L'androceo è composto probabilmente da 3 stami ognuno con un breve filamento libero, una antera e due teche. Le antere sono basifisse con deiscenza laterale. Il polline è monoporato.

- Il gineceo è composto da 3-(2) carpelli connati formanti un ovario supero. L'ovario, glabro, ha un solo loculo con un solo ovulo subapicale (o quasi basale). L'ovulo è anfitropo e semianatropo e tenuinucellato o crassinucellato. Lo stilo, breve, è unico con due stigmi papillosi.

### Frutti
I frutti sono del tipo cariosside, ossia sono dei piccoli chicchi indeiscenti, ovoidali o subglobosi, nei quali il pericarpo è formato da una sottile parete che circonda il singolo seme. In particolare il pericarpo, carnoso e succulento, è fuso al seme ed è aderente. L'endocarpo non è indurito e l'ilo è lungo e lineare. L'embrione è provvisto di epiblasto. I margini embrionali della foglia si sovrappongono. La fessura scutellare è assente.

## Biologia
In generale nelle erbe delle Poaceae la fecondazione avviene fondamentalmente tramite l'impollinazione dei fiori per via  anemogama. Gli stigmi piumosi sono una caratteristica importante per catturare meglio il polline aereo.
I semi cadendo a terra, dopo aver eventualmente percorso alcuni metri a causa del vento (dispersione anemocora) sono dispersi soprattutto da insetti tipo formiche (mirmecoria).

## Distribuzione e habitat
Indocalamus sinicus abita le foreste (sia tropicali che temperate) e i boschetti collinari e vallivi cinesi delle province di Guangdong e Hainan fino ad una quota di 600 - 700 m s.l.m..

## Tassonomia
La famiglia delle Poacee comprende circa 800 generi e oltre 9.000 specie. È una delle famiglie più numerose e più importanti del gruppo delle monocotiledoni. La famiglia è suddivisa in 12 sottofamiglie, la specie di questa voce fa parte della sottofamiglia Bambusoideae (tribù Arundinarieae, sottotribù=Arundinariinae).

### Sinonimi
L'entità di questa voce ha avuto nel tempo diverse nomenclature. L'elenco seguente indica alcuni tra i sinonimi più frequenti:
- Arundinaria longiramea Munro
- Arundinaria sinica  Hance
- Arundinaria wightii  Benth.